# 新倉貴士
新倉 貴士（にいくら たかし、1966年 - ）は、日本の経営学者。法政大学経営学部教授。

## 略歴
神奈川県横須賀市出身。1989年明治大学商学部商学科卒業。1991年横浜国立大学大学院経営学研究科博士前期課程修了。1995年慶應義塾大学大学院経営管理研究科博士後期課程単位取得満期退学、関西学院大学商学部専任講師。1998年フロリダ大学客員研究員、慶応義塾大学より博士（経営学）の学位を取得。1999年関西学院大学商学部助教授、ペンシルバニア州立大学客員研究員。2006年関西学院大学商学部教授。同年日本商業学会学会賞奨励賞受賞。2010年法政大学経営学部教授。2017年日本消費者行動研究学会副会長。2018年日本消費者行動研究学会会長。2019年法政大学副学長補佐、法政大学大学院経営学研究科長、日本消費者行動研究学会副会長。2023年日本商業学会副会長。

## 著書

### 単著
- 『消費者の認知世界』（千倉書房, 2005年）

### 共著
- （青木幸弘, 佐々木壮太郎, 松下光司）『消費者行動論』（有斐閣, 2012年）

### 共編著
- （阿部周造）『消費者行動研究の新展開』（千倉書房, 2004年）
- （和田充夫）『マーケティング・リボリューション』（有斐閣, 2004年）

### 分担執筆
- （阿部周造）『消費者行動研究のニュー・ディレクションズ』（関西学院大学出版会, 2001年）
- （守口剛, 竹村和久）『消費者行動論』（八千代出版, 2012年）
- （中西正雄, 石淵順也, 井上哲浩, 鶴坂貴恵）『小売マーケティング研究のニューフロンティア』（関西学院大学出版会, 2015年）